# Gwardia Ludowa WRN
Gwardia Ludowa WRN (GL WRN), od 2 maja 1944 Oddziały Wojskowe Powstańczego Pogotowia Socjalistów (OW PPS) – wojskowe ugrupowanie konspiracyjne 1939-1945 związane z PPS-WRN. Od 1941 scalana z ZWZ z zachowaniem autonomii (od 1942 z AK).
W 1944 oddziały GL WRN (OW PPS) liczyły ok. 42 tys. żołnierzy. Wzięły one udział w akcji „Burza”, m.in. w powstaniu warszawskim (w składzie oddziałów okręgu warszawskiego AK na Woli, Żoliborzu, Ochocie, Pradze, Mokotowie i Śródmieściu).

## Historia

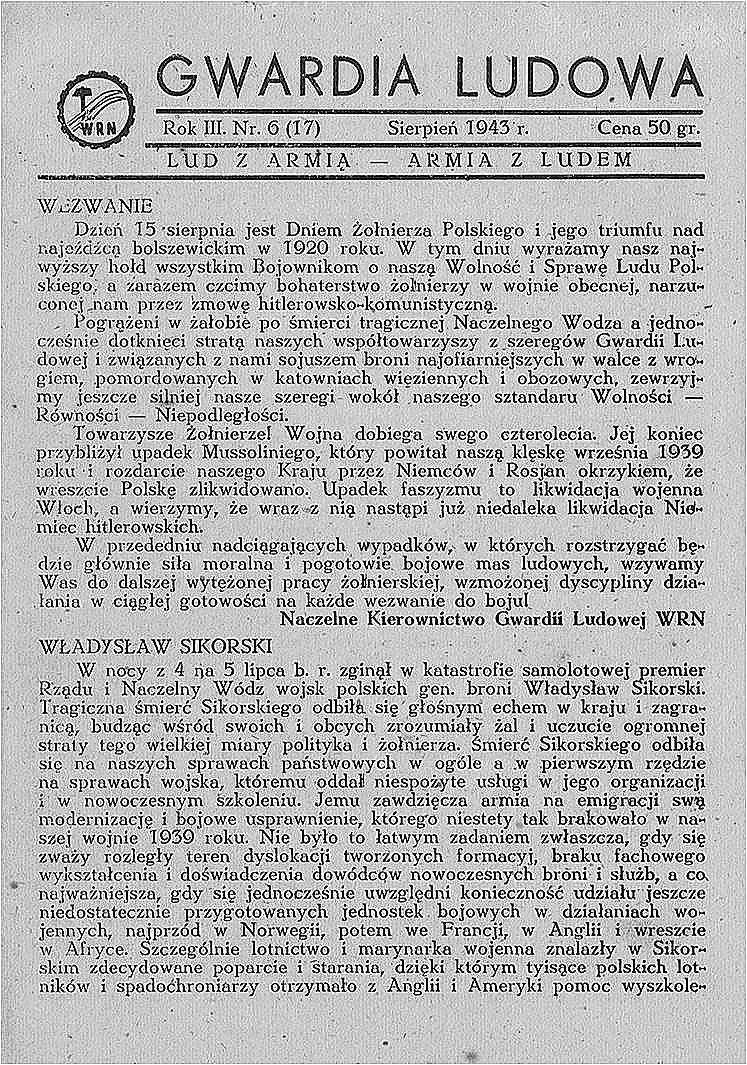
Pismo Gwardii Ludowej WRN „Gwardia Ludowa”

Organizacja wojskowa WRN tworzona była w wyniku decyzji tajnej konferencji PPS-WRN 19-21 listopada 1939 w Helenowie pod Warszawą. Od listopada 1939 w każdym okręgu WRN organizowano batalion GL, na czele którego stało trzyosobowe kierownictwo, stanowiące jednocześnie wydział wojskowy okręgu WRN (dowódca jednostki, kierownik wydziału wojskowego- organizator i dowódca szkoleniowiec). W każdym batalionie znajdował się oficer wywiadu. Od 1940 tworzone bataliony podlegały Komendzie Głównej GL.
Do grudnia 1939 powstało dziesięć batalionów Gwardii Ludowej: Warszawa, Warszawa-Podmiejska, Radom, Kielce, Rzeszów, Łódź, Pomorze. W następnych miesiącach: Lublin, Kraków i Śląsk (podzielny później na dwa okręgi Śląsk i Zagłębie Dąbrowskie. W listopadzie 1941 powstał batalion w Wilnie. Po wysiedleniach ludności z ziem anektowanych przez III Rzeszę oraz liczne aresztowania doprowadziły do rozwiązania batalionów Łódź i Pomorze. 

## Przyrzeczenie
Od marca 1940 każdy przystępujący w szeregi Gwardii Ludowej składał następujące przyrzeczenie:

Stając w szeregach Gwardii Ludowej przyrzekam uroczyście wszystkie swe siły i czas – a gdy tego zajdzie potrzeba i życie oddać sprawie wywalczenia Polsce całości i niepodległości, a ludowi polskiemu wyzwolenia z ucisku i wyzysku kapitalistycznego. Pomny dziejowego posłannictwa Partii wierny jej ideałom socjalistycznym i dążeniom do niepodległej Rzeczypospolitej Ludowej jako Ojczyzny wolnego ludu polskiego wśród wolnych ludów Europy, świadom sprzymierzonych na zgubę Polski i jej ludu wrogów – Niemiec, Włoch i Japonii – przyrzekam pełną gotowość i stawiennictwo w każdej potrzebie i na każde wezwanie kierownictwa Gwardii Ludowej i Partii. Przyrzekam bezwzględną karność i posłuszeństwo przełożonym i rozkazom Gwardii Ludowej, a zarazem całkowitą solidarność z każdorazową decyzją Partii. Przyrzekam, że będę dochowywał pełnej tajemnicy służby i ścisłej konspiracji oraz będę przestrzegał zasad moralnego prowadzenia się. Wam zaś współtowarzysze w szeregach Gwardii Ludowej przyrzekam moje koleżeńskie przywiązanie i braterstwo.

## Struktura

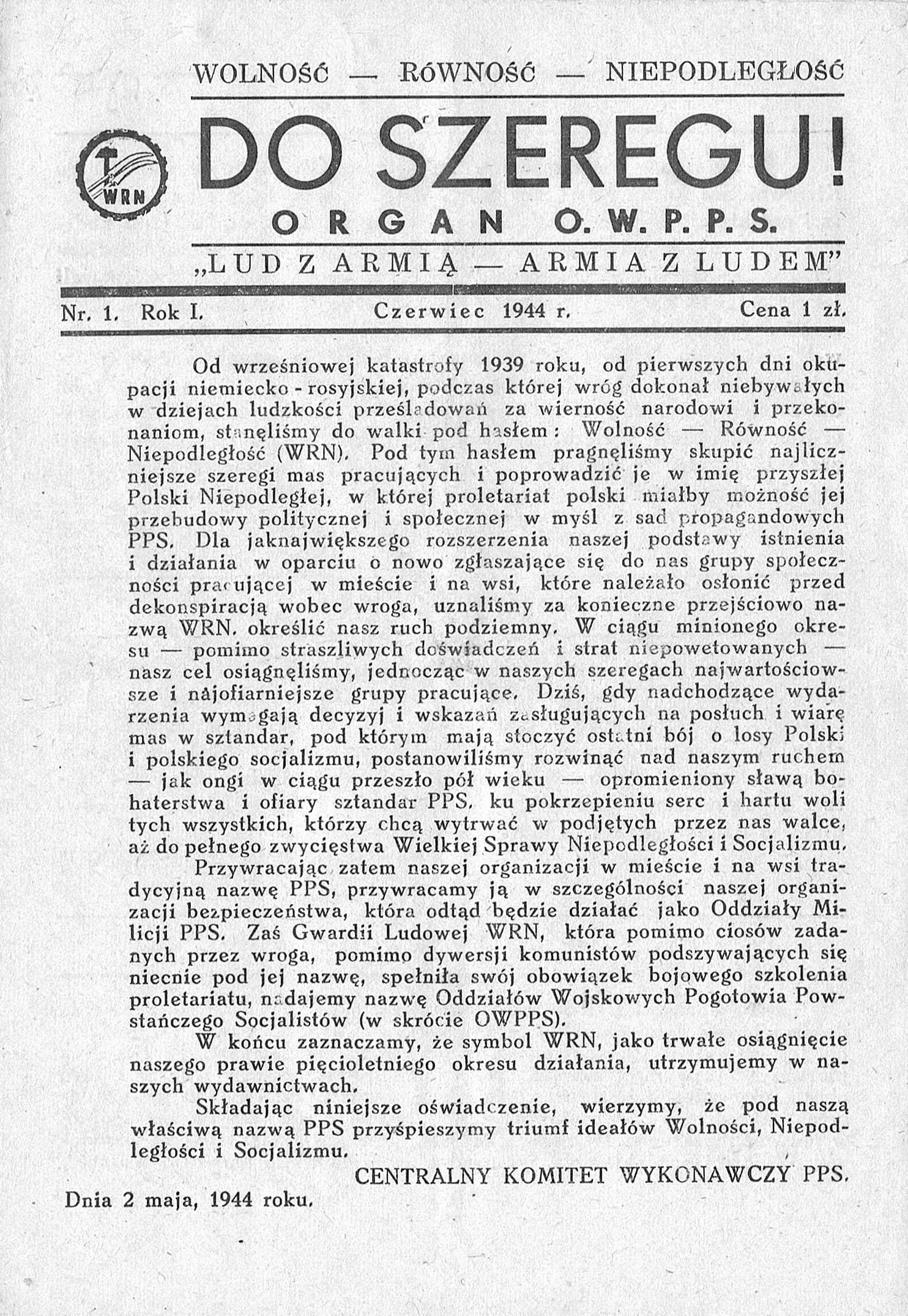
Pismo OW PPS „Do Szeregu”

Struktura Gwardii Ludowej oparta była na systemie „trójkowym”. Najniższą komórka była sekcja wybierająca spośród siebie sekcyjnego. Trzech sekcyjnych wybierało drużynowego, a trzej drużynowi z dowódcą plutonu i jego zastępcą stanowili radę żołnierską plutonu. Trzech dowódców plutonów, szef kompanii, dowódca kompanii i jego zastępca stanowili radę żołnierską kompanii. Trzy sekcje tworzyły drużynę, trzy drużyny tworzyły pluton, trzy plutony kompanię, trzy kompanie batalion, zaś trzy bataliony pułk. We wszystkich strukturach nie uznawano stopni wojskowych, lecz funkcje. Batalionem dowodził "batalionowy", kompanią "kompanijny". Wszyscy dowódcy byli wybierani, a w przypadku mianowania, zatwierdzani przez rady żołnierskie i instancje WRN.
Na początku 1941 w związku ze scalaniem ze Związkiem Walki Zbrojnej oddziały przeszły na system „piątkowy”. Do 1941 w skład oddziałów Gwardii Ludowej mogli wchodzić wyłącznie członkowie PPS lub klasowych związków zawodowych, mający odbytą służbę wojskową:
- niemający nałogów;
- umiejący dochować tajemnicy;
- niemający wśród najbliższej rodziny osób pochodzenia niemieckiego lub deklarujących sympatie do organizacji faszyzujących;
- mogący wylegitymować się znanymi i uznanymi źródłami utrzymania;
- przestrzegających zasad etycznego prowadzenia się[6].

Od 1941 złagodzono warunek dotyczący służby wojskowej, przyjmując do oddziałów młodzież.

### Komenda Główna GL WRN

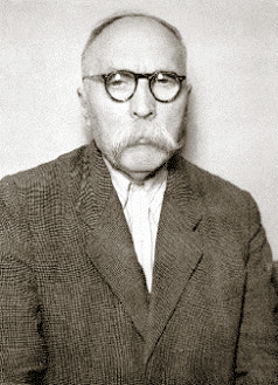
Kazimierz Pużak Komendant Główny GL WRN

Na czele GL WRN stała Komenda Główna Gwardii Ludowej w składzie Kazimierz Pużak „Bazyli" (komendant główny). Dowódcą wyszkolenia wojskowego był por. Franciszek Skolimowski „Hucuł”, a następnie kpt. Włodzimierz Miszewski „Władysław”, szefem sekcji polityczno-wychowawczej por. Bronisław Wertheim „Rozłucki” (aresztowany w lutym 1943). Później w skład komendy weszli: kpt. Józef Dzięgielewski „Kurek” (dowódca – organizator) oraz por. Kazimierz Domosławski „Zakręt” (dowódca – szkoleniowiec).
Natomiast według relacji Kazimierza Pużaka w skład komendy oprócz niego wchodzili: Włodzimierz Miszewski, Franciszek Skulimowski, Antoni Pajdak, Bronisław Wertheim, Władysław Ładowski, Leszek Raabe (do 1942), Lucyna Woliniewska, Cezary Uthke, Roman Motyka, Tadeusz Szturm de Sztrem, Franciszek Białas oraz Szczypierski.
Łącznikami Komendy Głównej GL z Komendą Główną ZWZ a następnie AK byli: ppor. Tadeusz Pietsch "Krzysztof" i por. Edward Bugajski.

### Zgrupowania GL WRN
W maju 1944 Gwardia Ludowa WRN (PPS) zmieniła nazwę na "Oddziały Wojskowe Powstańczego Pogotowia Socjalistów" (OW PPS). Struktury OW PPS działały w 32 okręgach. Okręgi ulegały podziałowi, gdy stan przekraczał 600 osób Zorganizowano 23 obwody w Zagłębiu Dąbrowskim, 19 w Krakowskim, 9 na Górnym Śląsku, 9 w Lubelskim, 8 w Kieleckim, 6 w Warszawie, 5 w Warszawskim, po 4 w Krośnieńskim, Rzeszowskim, i Białostockim, po 3 w Tarnowskim, Lwowskim, Tarnopolskim, Śląsku Cieszyńskim, 2 w Wileńskim. Na poziomie okręgowym, według danych podanych przez Andrzeja Czystowskiego, Gwardia Ludowa WRN (OW PPS) tworzyła następujące zgrupowania:
| Zgrupowanie (Okręg) | Dowódcy zgrupowań | Stan liczebny                    |
| ------------------- | --- | -------------------------------- |
| Zagłębie            | kpt./mjr Cezary Uthke „Tadeusz” (do XII 1943); ppor./por./kpt. Lucjan Tajchman „Wirt” (od XII 1943)                      | 6008, lub 6610                   |
| Kraków              | Marian Bomba „Jerzy” (do V 1943); Adam Rysiewicz „Teodor” (V 1943 – II 1944); Marian Bomba „Roman” (ponownie od II 1944) | 4950, lub 5143                   |
| Radom               | ppor. Tadeusz Pietsch „Krzysztof” (do 1942); Edmund Chodyński "Karo"                                                     | 4032, lub 4942 (920 uzbrojonych  |
| Rzeszów             | Jan Rak „Konstanty” | 3904, lub 4371                   |
| Tarnów              | Kazimierz Czubek „Ignacy”                                                                                                | 5520, lub 5572                   |
| Kielce              | Roch Sulima „Kret” | 3527, lub 3375 (920 uzbrojonych  |
| Śląsk               | Roman Stachoń „Roman II”                                                                                                 | 3050, lub 2650<                  |
| Warszawa miasto     | kpt. Józef Dzięgielewski „Kurek”                                                                                         | 2377, lub 2343 (533 uzbrojonych) |
| Cieszyn             | Jan Mazur „Wacław” | 1130, lub 1768                   |
| Krosno              | ppor. Jan Janasek „Jan”                                                                                                  | 1650, lub 1520                   |
| Warszawa Podmiejska | Antoni Purtal „Janek” (do 1942); Czesław Karśnicki „Zygmunt”                                                             | 1310, lub 1872 (720 uzbrojonych) |
| Białystok           | Bolesław Sokół „Kazimierz”                                                                                               | 1238, lub 1192 (915 uzbrojonych) |
| Lublin              | Wacław Przedmojski „Czesław” lub Józef Kwiatkowski                                                                       | 1130, lub 1090 (875 uzbrojonych) |
| Lwów                | Stanisław Góral „Karol”                                                                                                  | 970, lub 933 (652 uzbrojonych)   |
| Tarnopol            | Jerzy Watraszyński „Witold”                                                                                              | 320                              |
| Wilno               | Czesław Rukszta „Wiktor”                                                                                                 | 760, lub 932 (150 uzbrojonych)   |

## Działalność

### Scalenie z Armią Krajową
Od początku akcji scaleniowej z Armią Krajową, zapoczątkowanej rozkazem Naczelnego Wodza z 3 września 1941, PPS zadeklarował lojalną współpracę z wojskiem. W sierpniu 1942 Komendant Główny Armii Krajowej meldował:

Zasługuje na podkreślenie pozytywny stosunek zwierzchnictwa P.P.S. W.R.N. na odcinkach: pracy bojowej S.O.P. i akcji scaleniowej. Podporządkowanie zorganizowanych i częściowo uzbrojonych plutonów rozwija się stale.

Według meldunku Komendanta Głównego Armii Krajowej za okres od 1 września 1943 do 29 lutego 1944 Gwardia Ludowa PPS wniosła około 150 plutonów, które stały się podstawą organizacyjną do walki na Śląsku. Według tego samego meldunku w innych okręgach scalone oddziały były dużo mniejsze lub ich zupełny brak. Wskazano na możliwość wykorzystania oddziałów wojskowych PPS w Warszawie oraz w Krakowie.
Według relacji Zygmunta Waltera-Janke, dowódcy Okręgu Śląskiego AK, do scalenia Gwardii Ludowej WRN z Armią Krajową w Zagłębiu Dąbrowskim oraz na Śląsku Górnym i Cieszyńskim doszło w 1943:
- w Inspektoracie Sosnowiec, scalono 53 plutony Gwardii Ludowej i 27 plutonów Milicji, a także 2 plutony partyzanckie. Przedstawiciele GL WRN otrzymali stanowisko inspektora oraz 2 komendantów obwodów;
- w Inspektoracie Zawiercie, weszło 12 plutonów. Po przesunięciu Rejonu Blachownia z Inspektoratu Częstochowskiego do Obwodu Kłobuck miało wejść dodatkowo 11 plutonów.
- w Inspektoracie Katowickim, zgłoszono ok. 50 plutonów, które nie zostały w pełni przejęte z uwagi na rozbicie inspektoratu.
- w Inspektoracie Rybnickim, zgłoszono drobne i niewielkie liczebnie grupy, zaś w Podinspektoracie Cieszyn, zgłoszono 26 plutonów w luźnych grupach;
- w Inspektoracie Bielskim, zgłoszono 24 plutony oraz ok. 20 w trakcie organizacji[18].

Oznacza to, że Okręgu Śląskim AK scalano 187 plutonów (z możliwością zwiększenia o dalsze 11), oraz 27 plutonów Milicji, które zamierzano wykorzystać do działań Delegatury Rządu. W Okręgu Śląskim (jako jedynym w kraju) żołnierze PPS wysokie funkcje w strukturach Armii Krajowej. Cezary Uthke był zastępcą dowódcy okręgu AK, zaś Lucjan Tajchman inspektorem Inspektoratu Sosnowiec AK.
Według publikowanych danych scalone oddziały wojskowe PPS (bez Milicji PPS) w strukturach Okręgu Warszawskiego AK, liczyły 28 plutonów w sześciu batalionach (zgrupowaniach). Ponadto w Obwodzie – Powiat Warszawski AK, w grudniu 1943 informowano o scaleniu 99 żołnierzy GL WRN. Według niepełnego spisu oddziałów z października 1943, odnotowano plutony PPS w składzie AK: w Rejonie II (Legionowo) – 29 żołnierzy, Rejonie III (Rembertów) – pluton artylerii 774 (34 żołnierzy), Rejonie VI (Pruszków) pluton 1725a (38 żołnierzy) i pluton łączności 1717a (23 żołnierzy). Niektóre oddziały dokonały scalenia dopiero w lipcu 1944. Wiadomo o 2 plutonach (łącznie 60 żołnierzy) w Rejonie III. Jest również informacja o wystąpieniu 31 lipca 1944 w Rejonie II (Marki) plutonu OW PPS ppor. Zygmunta Nazarczenko „Zbyszka”, wraz z oddziałami AK.
W Okręgu Kieleckim AK w Obwodzie Opatów oddziały GL WRN zostały scalone w 1940. W Ostrowcu Świętokrzyskim – 76 żołnierzy, w Ćmielowie – 1 pluton, w Częstocicach – 1 pluton).
Oddziały Wojskowe PPS zakończyły działania 19 stycznia 1945 jako integralna część Armii Krajowej.

### Walka zbrojna
Środowiskowy charakter Gwardii Ludowej WRN spowodował, że organizacja skupiła się przede wszystkim na działalności miejskiej, tj. sabotażu przemysłowym i kolejowym oraz działalności wywiadowczej, m.in. w Częstochowie działały Kolejowe Plutony Bojowe PPS (pluton 127 i 128) organizujące dywersję kolejową. Dowódcą oddziału był Edmund Suda ps. „Huragan”, dowódcą plutonu 127 Franciszek Tyfel ps. „Tank”, zaś dowódca sekcji dywersyjnej Władysław Biś ps. „Dąb”. GL WRN (OW PPS) organizowała także pomocy więźniom hitlerowskich obozów i mieszkańcom Gett, ogromną wagę przywiązywano również do tajnej oświaty.
Ogółem działało co najmniej 14 socjalistycznych oddziałów partyzanckich: Gerarda Woźnicy ps. „Hardy” i Stanisława Wencla ps. „Twardy” w Zagłębiu, Józefa Kucharskiego ps. „Jawor” w Jasielskiem, Kazimierza Aleksandrowicza „Huragan” w Radomskiem, Michała Borwicza „Zygmunt”, Jana Długosza „Zamek” i Franciszka Krzyżaka „Karol” w Sądeckiem oraz Karola Schreibera „Jastrząb” w Cieszyńskiem. Były to oddziały podległe WRN. Natomiast w Częstochowskiem aktywny był oddział Czesława Grajka „Wiktor” wchodzący w skład Socjalistycznej Organizacji Bojowej. Liczebność tych oddziałów była rozmaita: od kilkunastu do stu kilkudziesięciu ludzi. WRN podlegały zazwyczaj lokalnemu dowództwu Armii Krajowej. 
Najsilniejsze i największe oddziały GL WRN (OW PPS) działały w uprzemysłowionym obszarze Zagłębia Dąbrowskiego oraz Górnego Śląska (występowały tam jako Gwardia Ludowa PPS z powodu nieprzyjęcia konspiracyjnej nazwy partii), z których największym była tworzona od 1940 Brygada Zagłębiowska pod dowództwem kpt./mjr Cezarego Uthke ps. „Tadeusz” (po jego aresztowaniu w 1943 dowództwo objął ppor./por. Lucjan Tajchman ps. „Wirt”). Scalona w 1943 z Armią Krajową brygada składała się z czterech pułków:
- 1 Pułk Sosnowiecki – dowódca por. Mieczysław Biłek ps. „Michał”, a po jego aresztowaniu w sierpniu 1943, Józef Musiał ps. „Wicek”; w połowie 1944 liczył 763 żołnierzy, w sierpniu 1944 860[27];
- 2 Pułk Będziński – dowódca kpt. Czesław Konopka-Kunicki ps. „Kaszub”, a po jego aresztowaniu w grudniu 1943 por. Franciszek Mielech ps. „Semen”; łączny stan w połowie 1944 r. sięgał ok. 2100 żołnierzy.
- 3 Pułk Zawierciański – dowódca por. Józef Mazurek ps. „Kostek”, po jego aresztowaniu w 1944 Mieczysław Stelmach ps. „Zawierucha”;
- 4 Pułk Olkuski „Srebro” – dowódca pułku kpt. Kazimierz Kluczewski ps. „Pijok”.

Na Śląsku Górnym i Cieszyńskim tworzono z kolei nie pułki tylko kompanie również podporządkowane okręgowemu dowództwu AK.
Od lata 1943 Gwardia Ludowa WRN rozpoczęła formowanie i wysyłanie w pole oddziałów partyzanckich socjalistycznego ruchu oporu w ramach Armii Krajowej, były to m.in.:
- Batalion „Surowiec” (Jura Krakowsko-Częstochowska) – sformowany został latem 1943 ze zdekonspirowanych socjalistów z terenu Zagłębia Dąbrowskiego i Górnego Śląska przy 4 Pułku „Srebro” Brygady Zagłębiowskiej GL PPS. Dowódcą oddziału został ppor./kpt. Gerard Woźnica ps. „Hardy”, tworzyły go działające samodzielnie kompanie ppor./por. Stanisława Wencla ps. „Twardy” (lasy myszkowskie) i „Hardego” (lasy olkuskie). W wyniku akcji scaleniowej, 15 lutego 1944, „Surowiec” wszedł w skład 23 Dywizji Piechoty AK jako jej Oddział Rozpoznawczy. Od czerwca 1944 Oddział Rozpoznawczy przeformowano w batalion dzieląc kompanię olkuską na trzy dalsze. Ze względu na natężenie akcji przeciw „Surowcowi” w październiku 1944 batalion podzielono:
  - kompanie olkuskie przegrupowały się w rejon Beskidu Średniego
  - kompanię zawierciańsko-myszkowską stacjonującą w rejonie Złotego Potoku podporządkowano 27 Pułkowi Piechoty AK jako 3 kompanię II batalionu.
- Pluton „Buk” (ziemia radomszczańska) – dowodzony przez ppor. Bronisława Skórę-Skoczyńskiego ps. „Robotnik” oddział GL WRN (OW PPS), który po scaleniu wszedł jako pluton w skład 2 kompanii 1 batalionu 74 Pułku Piechoty AK[28].
- Oddział Partyzancki „Karola” (Beskid Sądecki) – oddział Okręgu GL WRN (OW PPS) Kraków powstały z połączenia dwóch oddziałów dowodzonych przez por. Franciszka Krzyżaka ps. „Karol” i Jerzego Tabeaua ps. „Puma” z Ptaszkowej.
- Oddziałem partyzancki GL WRN (OW PPS) był operujący od 1943 w Puszczy Kozienickiej oddział pod dowództwem por. Kazimierza Aleksandrowicza ps. „Huragan”, który nosił nazwę oddziału Socjalistycznej Organizacji Bojowej, choć opierało się na zołnierzach PPS Obwodu Pionki. W ramach akcji scaleniowej oddział wszedł w skład 172 Pułku Piechoty AK jako 3 kompania batalionu kozienickiego[29].[30]).

Bojownicy OW PPS walczyli także w szeregach m.in. 2, 5 i 7 Dywizji Piechoty AK, w 17, 22, 25, 32, 35 i 38 Pułku Piechoty AK a także w wileńskich, podlaskich i świętokrzyskich zgrupowaniach Sił Zbrojnych w Kraju.
W wyniku przedłużającej się akcji scaleniowej istniały oddziały partyzanckie PPS-WRN niezależne od dowództwa AK, m.in.:
- Oddziały Bojowe im. tow. „Teodora” (Beskidy Zachodnie) – powstały w lipcu 1944 z przeformowania dywersyjnych Socjalistycznych Batalionów Śmierci, tj. oddziałów GL WRN (OW PPS) w Okręgu Kraków. Jego patronem został poległy komendant okręgu Adam Rysiewicz ps. „Teodor” a dowódcą ppor. Stanisław Długosz ps. „Zamek”[32].
- Oddział „Żar” (Beskidy Zachodnie) – oddział leśny Okręgu GL WRN (OW PPS) Kraków działający pod dowództwem Franciszka Jury ps. „Żyro” od końca 1943[33]. Jesienią 1944 „Żar” połączył się z radziecką grupą zwiadowczą w oddział „Wisła”[34].
- oddziały Feliksa Kortarskiego "Jaksa" (działał w rejonie Motycza) i Czesława Osińskiego z Okręg GL WRN (OW PPS) Lublin[15].
- Oddział „PPS – Podkarpacie”, który po zerwaniu stosunków z OKR Kraków na tle podporządkowania miejscowej komendzie Armii Krajowej nazwano Gwardią Ludową PPS Podkarpacie[35].

### Udział w powstaniu warszawskim

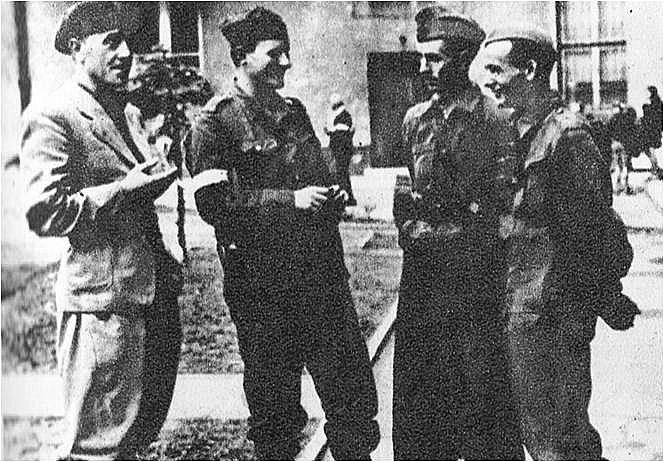
Oficerowie Zgrupowania „Żyrafa”, w skład którego wchodził IV Batalion OW PPS, rtm. Eugeniusz Śliwiński „Jurand”, por. Marian Merenholc „Wiktor” (OW PPS), ppor. Marek Różycki „Rola” (OW PPS), ppor. Janusz Sitek „Janusz”

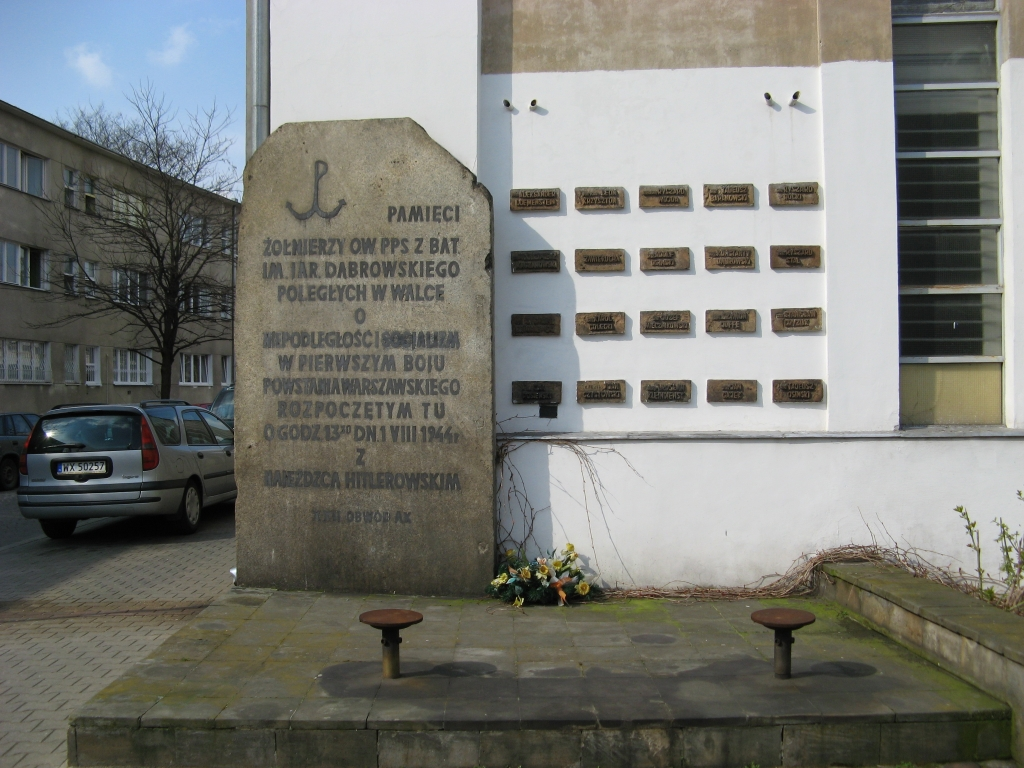
Tablica upamiętniająca poległych żołnierzy IV Batalionu OW PPS 1 sierpnia 1944 r. ul. Próchnika

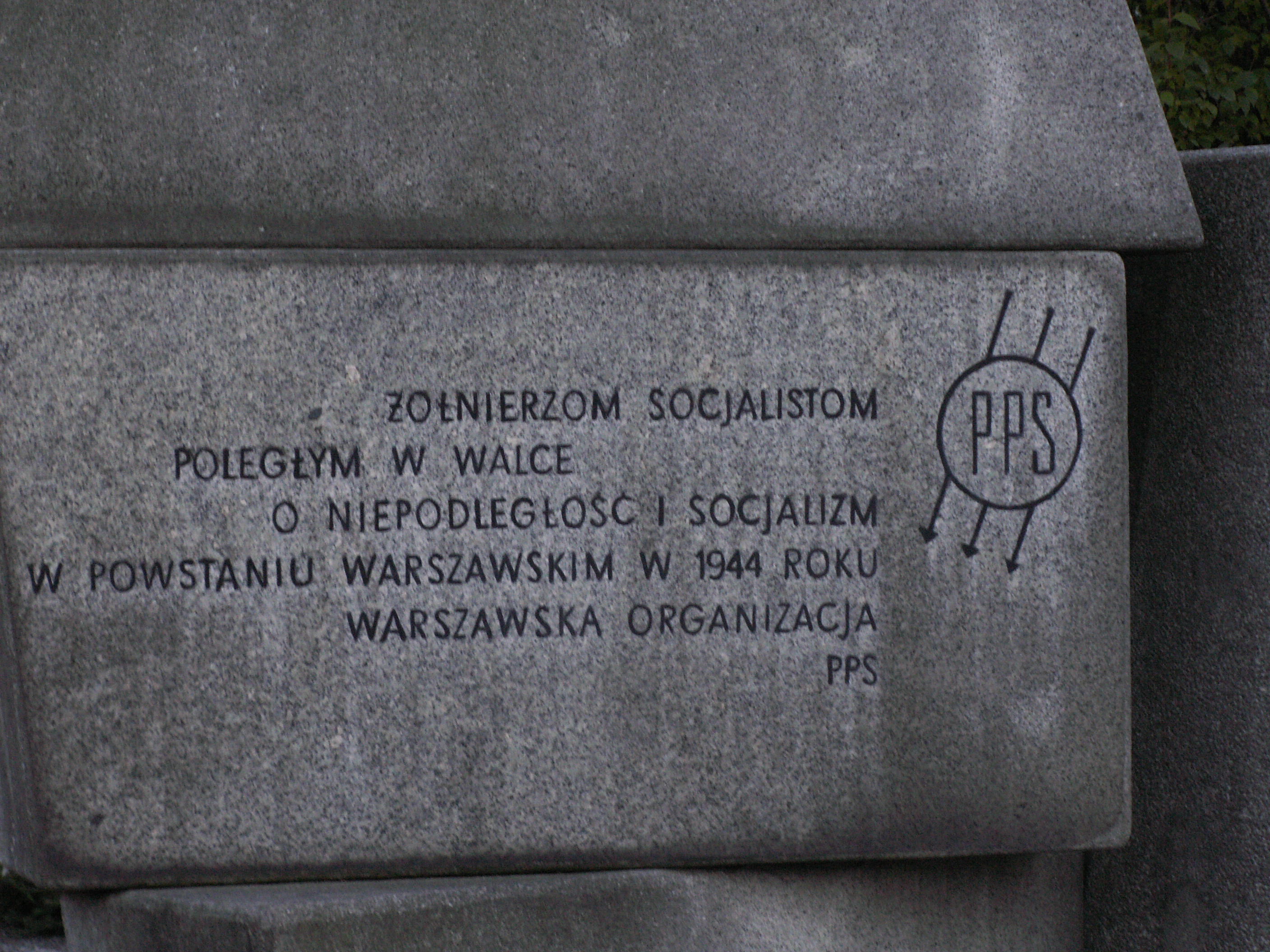
Pomnik i kwatera 28 poległych żołnierzy OW PPS w powstaniu warszawskim. Cmentarz Bródnowski kwatera 35 C rząd V groby 9-22.

Warszawskim Zgrupowaniem OW PPS dowodził Józef Dzięgielewski, zaś łącznikiem z Warszawskim Korpusem Armii Krajowej był por./kpt. Edward Bugajski.
W powstaniu warszawskim udział wzięły m.in.:
- I Batalion OW PPS na Mokotowie (plutony 523, 524, 525, 526, 527, 558) – dowódca ppor. Wacław Kossowicz „Jarząbek” (zginął 26 września) Oddział został rozproszony 1 sierpnia. Część z nich weszła do utworzonej kompanii saperów Pułku „Baszta”, część została oddelegowana do dyspozycji dowódcy pułku ppłk. Stanisława Kamińskiego „Daniela”[36].
- II Batalion OW PPS na Ochocie (dowódca: ppor. Jan Kołtuniak „Kielecki”, dwa plutony (432 i 432 plutony AK), ok. 120 żołnierzy w tym 20 uzbrojonych; Batalion został rozbity na Ochocie.
- III batalion OW PPS im. Stefana Okrzei na Woli (dowódca: kpt. Karol Kryński ps. Waga (zg. 5 sierpnia 1944 r.), liczący 400 żołnierzy (plutony 317, 321A, 323, 335, 336 i 337 AK); stanowili obsadę barykady na ul. Wolskiej róg Młynarskiej. Batalion wziął udział w walkach na Woli gdzie poniósł ciężkie straty. Plutony batalionu weszły w skład Zgrupowania „Leśnik”, walcząc na Muranowie i Starym Mieście oraz w skład VI Batalionu Milicji PPS.
- IV Batalion OW PPS im. Jarosława Dąbrowskiego na Żoliborzu (dowódca: por. Roman Dąbrowski „Stary” (ok. 240 żołnierzy). W jego skład wchodziły plutony (218, 219, 220/I, 220/II, 221. Wskutek przypadkowego starcia z patrolem niemieckim 1 sierpnia, doszło do odkrycia żołnierzy batalionu w kotłowni przy ul. Suzina przez niemieckich policjantów. Doszło do bitwy o 14.30, w której zginęło ponad 20 żołnierzy. Batalion walczył w Zgrupowaniu Żyrafa. Od 2 sierpnia batalion organizował obronę III kolonii WSM przy ul. Krasińskiego 16, następnie uczestniczył w obronie klasztoru Zmartwychwstanek[37].
- V Batalion OW PPS na Pradze – dowódca por. Roman Dąbrowski „Ramzes”. Brak danych o jego działaniach[38];
- VI Batalion OW PPS Śródmieście – dowódca kpt. Władysław Wilczyński „Gnat” (m.in. plutony AK 1104 i 1106), oddziały batalionu walczyły Powiślu i w Śródmieściu (w 2 kompanii Batalionu Miłosz), większość oddziałów weszła w skład VI Batalionu Milicji PPS.
- Kompania OW PPS stanowiła również część II Zgrupowania „1703” – l Dywizjonu Artylerii Konnej im. gen. J. Bema w Rejonie I Obwodu Mokotów AK.

Obok oddziałów OW PPS w powstaniu uczestniczyły również kompanie Milicji PPS, przy poszczególnych batalionach OW PPS, oraz samodzielny VI Batalion Milicji PPS na Starym Mieście.

### Przypadki współpracy i wejścia do Gwardii Ludowej i Armii Ludowej
Znanych jest kilka przypadków wejścia oddziałów OW PPS w skład Armii Ludowej. Pierwszy przypadek to IV pluton Oddziału Partyzanckiego Obwodu Radomsko AK pod dowództwem kpr. Zygmunta Łęgowika „Brzeszczota”. Oddział ten wszedł w skład 3 Batalionu AL im. gen. Bema. „Brzeszczot” w stopniu podporucznika objął we wrześniu 1944 dowództwo oddziału zwiadu 3 Brygady AL im. gen. Bema. Drugi przykład dotyczył przejścia do AL 1 sekcji na Żoliborzu (5 ludzi) i 1 drużyny na Pradze (9 ludzi) w Okręgu Warszawskim AK. Choć historyk Tomasz Strzembosz podważa tę wersję wskazując że najprawdopodobniej była to sekcja Milicji Ludowej RPPS.
W 1944 r. Jan Janasek przyłączył się do grupy działaczy krakowskiej PPS-WRN, która nawiązała kontakt z PPR.
W lasach chroberskich znajdował się oddział partyzancki PPS liczący około 60 ludzi pod dowództwem Stanisława Włosińskiego z Pińczowa, posła PPS na Sejm z lat 1928-30. Oddział ten współpracował z oddziałem BCh (później AL) Józefa Maślanki. 
Pewna część z dawnej GL-WRN pod dowództwem Jerzego Wodeckiego „Witolda” podporządkowała się w 1944 r. Polskiej Armii Ludowej.

## Represje ze strony Narodowych Sił Zbrojnych
Niekiedy dochodziło do mordów na żołnierzach Gwardii Ludowej WRN ze strony prawicowej części podziemia, Narodowych Sił Zbrojnych. W 1943 roku w Makocicach w powiecie Miechów, NSZ-owcy zamordowali członka oddziału Gwardii Ludowej WRN, Stanisława Nogę. W powiecie dochodziło także do innych ataków oddziałów NSZ na działaczy podziemnej PPS oraz ukrywających się Żydach. Żołnierz GL-WRN, Woźniak-Radomsko został spalony żywcem przez oddział Narodowych Sił Zbrojnych w Soborzycach. Oprócz bezpośrednich mordów, zdarzały się też donosy ze strony NSZ, w wyniku jednego z donosów, w 1944 roku zamordowany przez Niemców został Wilhelm Nyderek. Według Jana Mulaka znanych jest kilka przypadków zlikwidowania na tle podporządkowania AK "zbyt samodzielnych i opornych" dowódców WRN-owskich.

## Prasa i wydawnictwa
Dla oddziałów Gwardii Ludowej od stycznia 1941 do czerwca 1944 wydane było pismo „Gwardia Ludowa”. W latach 1941–1943 wydano dwadzieścia numerów w nakładach od 2 do 10 tys. egzemplarzy, zaś numery 21 i 22 z 1944 wyszły w nakładzie 10 tys. egzemplarzy. Pismo redagowane było przez por. Bronisława Wertheima „Rozłuckiego”, przy pomocy mjr. Włodzimierza Miszewskiego „Władysława” oraz Kazimierza Domosławskiego „Kazika”. Po aresztowaniu Wertheima, w skład zespołu wszedł Jan Rosner „Piotr”. Po przekształceniu Gwardii Ludowej w OW PPS w miejsce pisma „Gwardia Ludowa” rozpoczęto wydawanie pisma „Do szeregu”. W czerwcu 1944 ukazał się jeden numer.
 

## Okres powojenny
Losy żołnierzy OW PPS były bardzo zróżnicowane. Część z działaczy przyłączyła się do nowej władzy. Z ramienia wojewódzkich rad narodowych w Rzeszowie, Lublinie i Warszawie mandaty w KRN, w okresie wrzesień-grudzień 1944 r. uzyskali dowódcy Oddziałów Wojskowych Pogotowia Polskich Socjalistów Jan Rak (okręg rzeszowski), Wacław Przedmojski (okręg lubelski), Czesław Karśnicki (okręg Warszawa-Podmiejska). Dowódca OW PPS w OKR Białystok - Bolesław Sokół włączył się w organizowanie lubelskiej PPS. Komendant Okręgu OW PPS Krosno-Podkarpacie - Jan Janasek, został sekretarzem Prezydium PKWN. Również jego zastępca do spraw politycznych - Emil Jerzyk szybko przeszedł na pozycje nowej władzy.
Cześć przedstawicieli OW PPS podlegała represjom. M.in. w marcu 1945 przez NKWD aresztowany był komendant główny Kazimierz Pużak. W marcu 1945 UB aresztowało  por. Kazimierza Aleksandrowicza „Huragana”, w kwietniu  kpt. Gerarda Woźnicę „Twardego”, w sierpniu Mariana Bombę z Krakowa, w październiku 1945  kpt. Lucjana Tajchmana "Wirt", który miesiąc później zmarł w więzieniu w wyniku tortur. Od lutego do maja 1945 aresztowani był Stanisław Wencel „Twardy”, który po uwolnieniu zorganizował ponownie oddział partyzancki, w którym walczył do lipca 1945. Ponownie po ujawnieniu został aresztowany.  
6 października 1945 delegacja OW PPS w składzie Józef Dzięgielewski, Lucyna Woliniewska i Ludwik Cohn spotkała się z wiceministrem bezpieczeństwa publicznego płk. Romanem Romkowskim (przyjął ich w zastępstwie ministra Radkiewicza). Celem spotkania było powołanie Komisji Likwidacyjnej b. OW PPS (na wzór podobnych komisji dla AK I BCH). Mającej na celu powstrzymanie represji. MBP zdecydowanie odmówili powołania odrębnej komisji.
W 1946 i 1947 ponownie nastąpiły aresztowania b. żołnierzy OW PPS. 
17 czerwca 1946 r. w Warszawie odbył się zjazd członków PPS, uczestników walki zbrojnej z Niemcami.
Od 1998 do 2016 roku istniała Rada Krajowa Środowisk Żołnierzy i Weteranów Polskiej Partii Socjalistycznej, której pierwszym prezesem został Jerzy Żegliński.